# John Endecott
John Endecott ( - 15 mars 1664, Boston), est un gouverneur colonial.

## Biographie
Ses origines sont obscures. Ses biographes, au XIXe siècle, ont relevé qu'il était familier de colons originaires de Dorchester (Dorset). Il était connu d'Edward Coke, et c'est peut-être par l'intermédiaire de cet aristocrate qu'il aurait fait la connaissance de Roger Williams. C'était en tous cas un lettré, qui parlait français. Certains documents d'époque le citent comme Captain Endecott, ce qui laisse sous-entendre une expérience militaire.
Au mois de mars 1627-28, Endecott figure parmi les sept signataires d'une concession du Conseil de Nouvelle-Angleterre à Plymouth à la Colonie de la Baie du Massachusetts. Ce conseil (représenté par le comte de Warwick) était l’organisme en charge de fédérer les efforts de colonisation anglaise en Amérique du Nord entre les 40e et 48e degrés de latitude.
Endecott fut nommé pour commander la première expédition, comme capitaine de l’Abigail, et quitta l'Angleterre le 20 juin 1628, emmenant une cinquantaine de « planteurs et serfs. » Ils retrouvèrent des transfuges de la colonie anglaise de Roger Conant, dans un village de la tribu indienne des Naumkeag, qu'ils rebaptisèrent Salem en 1629.

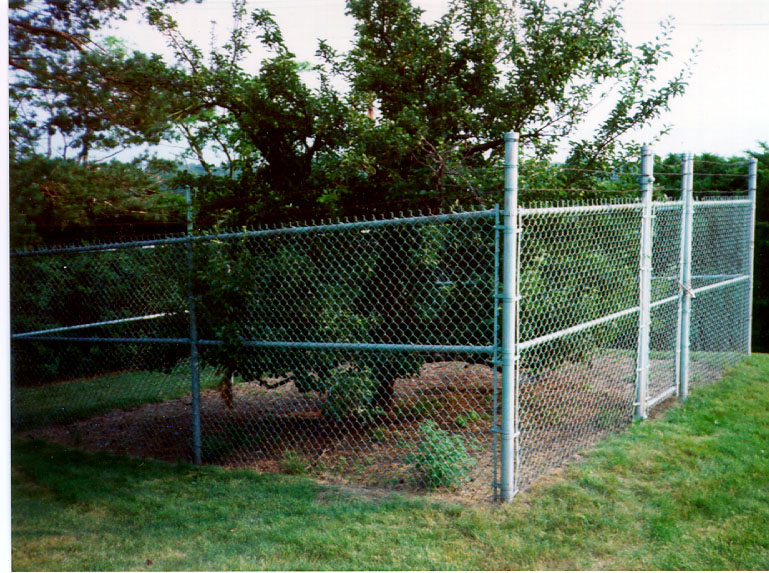
Le poirier d'Endicott en 1997

Endecott avait épousé une cousine de Matthew Cradock. Il fut gouverneur de la Colonie de la baie du Massachusetts de 1629 à 1630, de 1644 à 1645, de 1649 à 1650, de 1651 à 1654 et de 1655 à 1664. Durant toute cette période, pratiquement la plus longue période qu’ait accomplie un officier de la Compagnie, il détenait à la fois l’autorité civile, judiciaire et militaire. En tant que responsable d'une des plus grosses colonies de la Confédération de Nouvelle-Angleterre, son autorité était même régionale, et à ce titre il joua un rôle décisif dans l’expansion du Comté d'Essex.
Endecott était un puritain zélé manifestant une dissidence avouée envers l’Église d'Angleterre : ne fit-il pas modifier le drapeau anglais parce qu'il voyait dans la croix de saint Georges un symbole de la papauté? Il imposa aux femmes une tenue simple, sans ornements, et aux hommes d'avoir les cheveux coupés court. Il n'hésita pas à faire pendre quatre quakers qui, bannis de la colonie, y étaient pourtant retournés. Cette rigueur l'opposa fréquemment aux autres chefs de colonie de Nouvelle-Angleterre, empreints d'anticonformisme, comme cela devint manifeste après qu'il eut donné refuge au prêcheur dissident Roger Williams. Son expédition contre les Indiens en 1636 est considérée comme le début de la Guerre des Pequots, qui détruisit pratiquement la tribu autochtone du Massachusetts.
Endecott contribua à acclimater par ses vergers de nouvelles variétés de fruits, comme le poirier : l'un des sujets qu'il a plantés est encore visible à Danvers. Ayant découvert du minerai de cuivre sur ses terres, il fut aussi l'un des pionniers de l'extraction minière en Nouvelle Angleterre. Son nom a été gravé en 1652 sur un rocher du Lac Winnipesaukee par les arpenteurs de la Massachusetts Bay Company, afin de borner les marches septentrionales de la Colonie de la baie du Massachusetts.

## Sources
- (en) Cet article est partiellement ou en totalité issu de l’article de Wikipédia en anglais intitulé « John Endecott » (voir la liste des auteurs).